# Asbjørn Nilssen
Asbjørn Nilssen (* 19. Januar 1875 in Vestre Aker; † 1958) war ein norwegischer Skispringer und Nordischer Kombinierer.
Der für den Odd Skiklubb antretende Nilssen gewann 1897 das Holmenkollen Ski Festival und wurde noch im gleichen Jahr mit der Holmenkollen-Medaille ausgezeichnet. 1899 stellte Nilssen auf dem Solbergbakken in Bærum mit 32,5 m einen neuen Skiflugweltrekord auf. Dieser hielt ein Jahr, bis sein Landsmann Olaf Tandberg auf gleicher Schanze den Rekord um einen Meter übertraf.